# Instituto Geográfico Nacional (España)

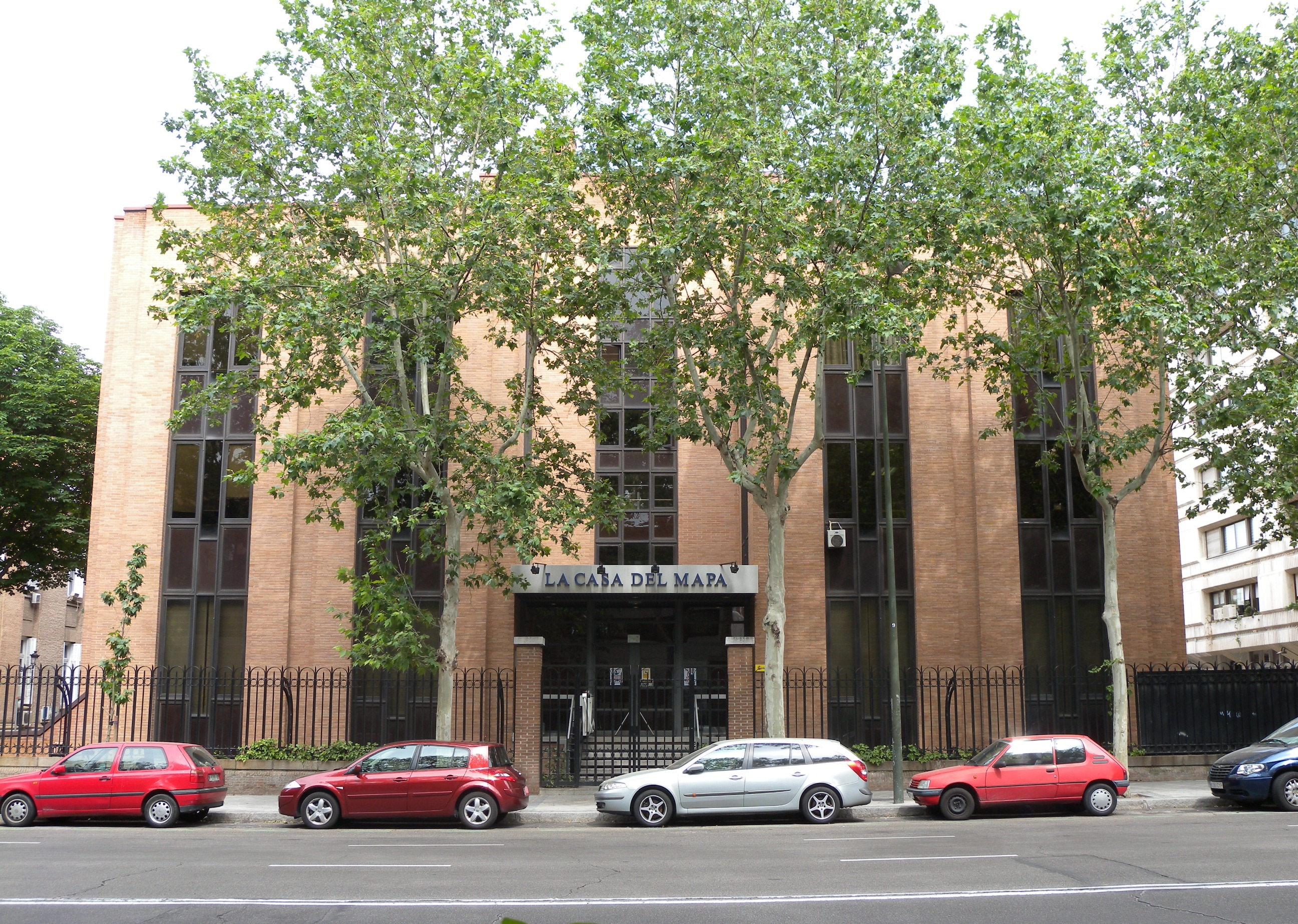
Casa del Mapa (Madrid).

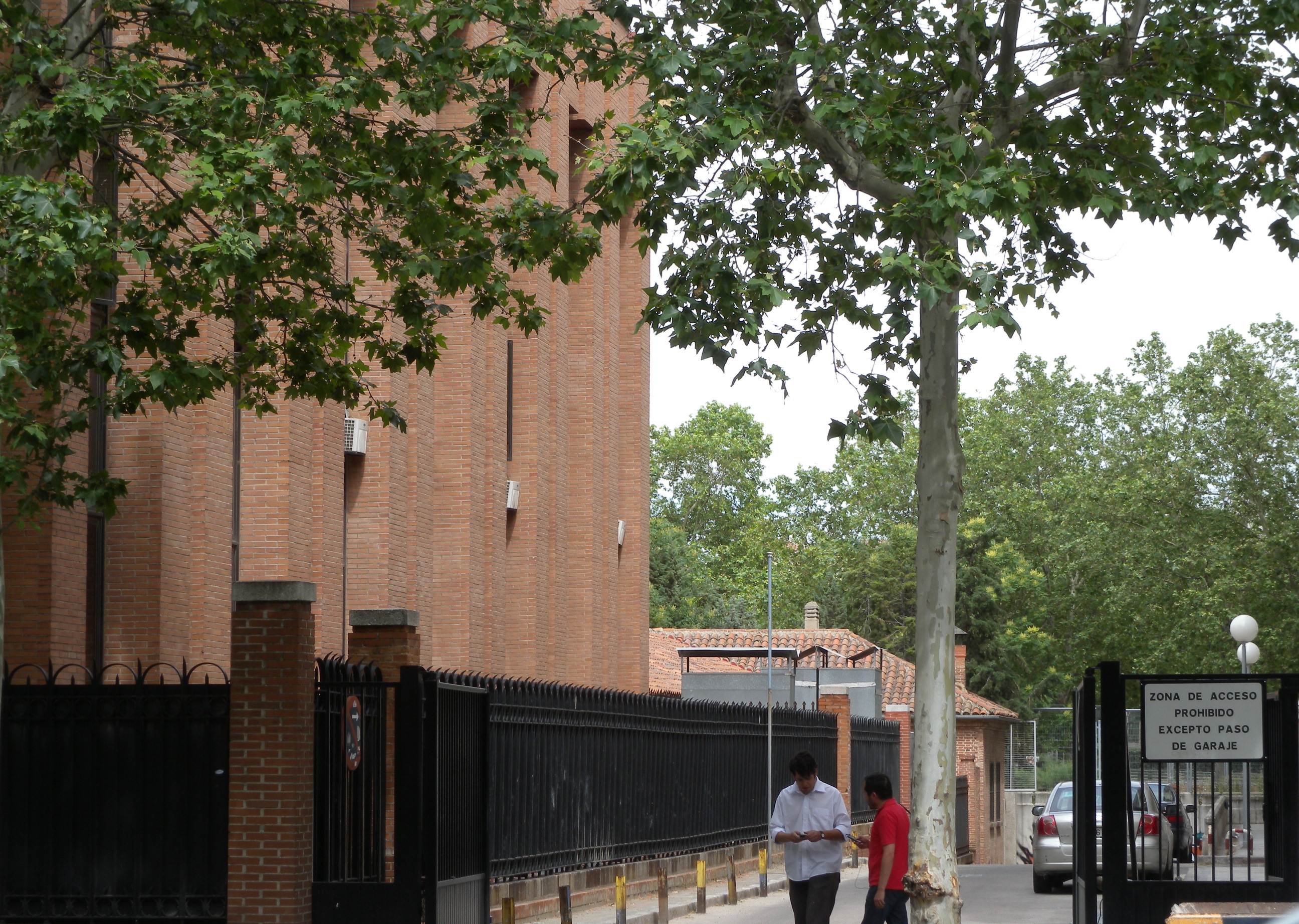
Instituto Geográfico Nacional de España.

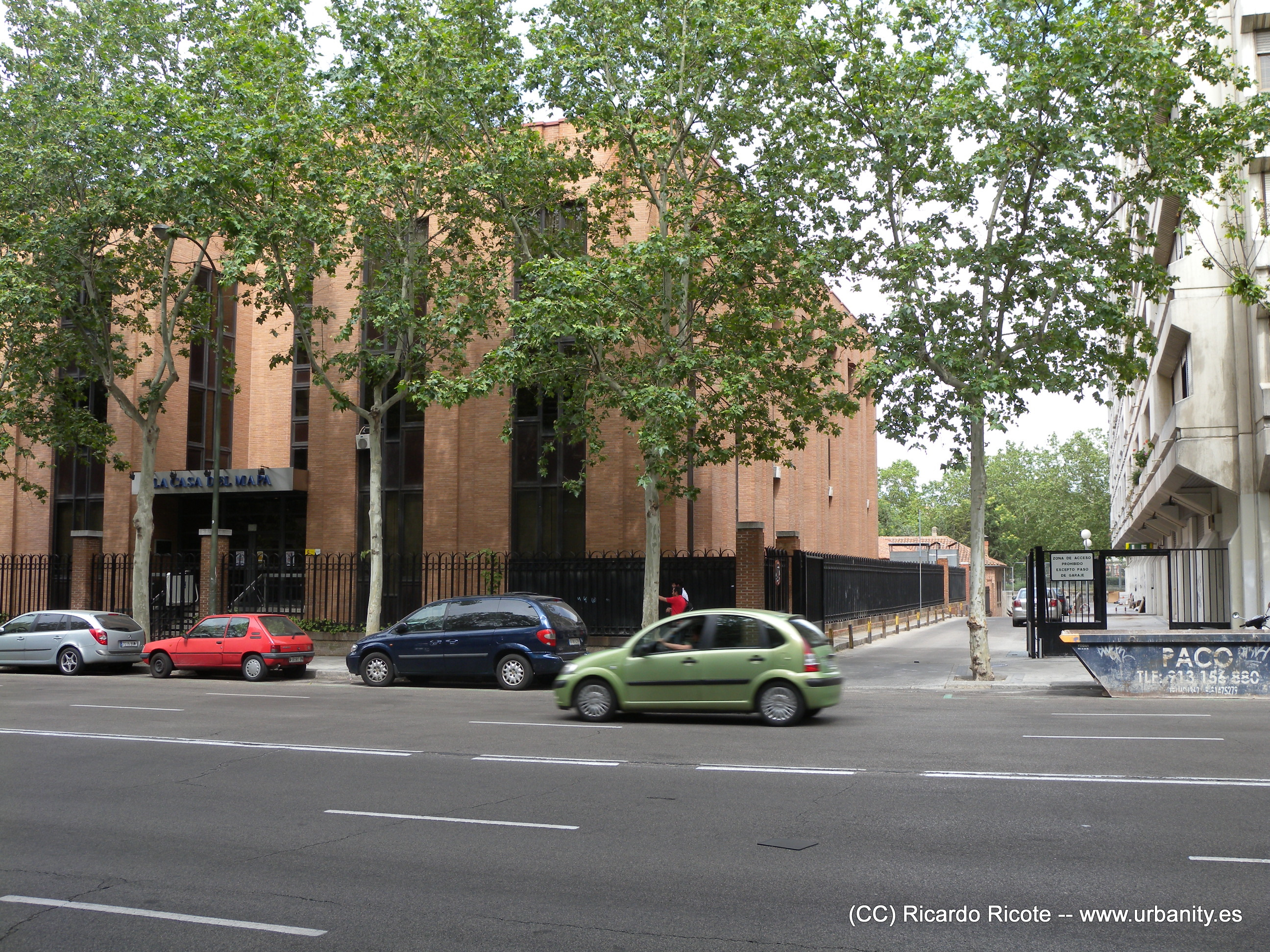
Instituto Geográfico Nacional de España.

El Instituto Geográfico Nacional (IGN) de España es una institución configurada como una Dirección General del Ministerio de Transportes y Movilidad Sostenible, adscrita a la Subsecretaría, y a cargo de la cual está un director general que es, al mismo tiempo, presidente del Centro Nacional de Información Geográfica (CNIG).

## Funciones
Le corresponde al IGN:
- La planificación y explotación científica de la instrumentación e infraestructuras astronómicas propias, incluyendo la realización de trabajos de investigación orientada a radioastronomía, así como el suministro de información oficial en materia de astronomía y la conservación del patrimonio del Real Observatorio de Madrid.
- El desarrollo tecnológico y la gestión operativa de la instrumentación e infraestructuras propias para radioastronomía, geodesia espacial y geodinámica, especialmente para el funcionamiento del Observatorio de Yebes como instalación científico técnica singular.
- La operación y el desarrollo de la Red Atlántica de Estaciones Geodinámicas y Espaciales (RAEGE) como estaciones geodésicas fundamentales del Sistema de Observación Geodésico Global (GGOS) para la monitorización de los parámetros geodinámicos de la Tierra y la contribución al marco de referencia terrestre para un desarrollo sostenible.
- La planificación y gestión de las redes geodésicas y gravimétrica de ámbito nacional, de la red de nivelación de alta precisión y de la red de mareógrafos que conforman el marco y Sistema de Referencia Geodésico español, la explotación y análisis de observaciones geodésicas y geodinámicas, el desarrollo de aplicaciones sobre sistemas de navegación, posicionamiento y movilidad sostenible, así como la realización de trabajos y estudios relacionados.
- La coordinación de la elaboración, desarrollo y seguimiento del Plan Nacional de vigilancia sísmica, vulcanológica y de otros fenómenos geofísicos.
- La planificación y gestión de sistemas de vigilancia, comunicación y alerta a las instituciones de los movimientos sísmicos ocurridos en territorio nacional, así como la participación en redes sismológicas internacionales, la realización de trabajos y estudios sobre sismicidad, la actualización del mapa de nacional de peligrosidad sísmica y la preparación de informes sobre normativa de construcción sismorresistente.
- La planificación y gestión de sistemas de vigilancia, comunicación y alerta a las instituciones de los maremotos que puedan afectar a las costas españolas, así como la participación en redes internacionales de alerta de tsunami y la realización de trabajos y estudios en el campo de los sistemas de alerta temprana y de la peligrosidad por maremotos.
- La actuación como Centro Nacional de Datos de la Comisión Preparatoria de la Organización del Tratado de Prohibición Completa de Ensayos Nucleares (OTPCE) y gestión de la estación sísmica primaria PS40 del Sistema Internacional de Vigilancia de la OTPCE.
- La planificación y gestión de los sistemas de vigilancia, comunicación y alerta a las instituciones de la actividad volcánica y determinación de los peligros asociados en territorio español y en el entorno de bases antárticas españolas, así como la realización de trabajos y estudios en el campo de la volcanología y de la alerta temprana de procesos eruptivos.
- La planificación y gestión de redes de observación del campo magnético terrestre y su contribución a las redes internacionales de observación global, así como la observación y seguimiento de las perturbaciones geomagnéticas originadas por la actividad solar y sus efectos en territorio nacional, la elaboración de cartografía geomagnética y la realización de trabajos y estudios sobre geomagnetismo.
- La dirección y el desarrollo de planes nacionales de observación y digitalización del territorio con aplicación cartográfica, creación de contexto geoespacial BIM, así como el aprovechamiento propio y para otras aplicaciones de interés de las administraciones públicas de sistemas aeroespaciales de fotogrametría y teledetección, y la producción, actualización y explotación de imágenes digitales, nubes de puntos altimétricos y modelos digitales de elevaciones.
- La producción, actualización y explotación de las bases de datos de los aspectos topográficos de la Información Geográfica de Referencia considerada en el anexo I de la Ley 14/2010, de 5 de julio, sobre las infraestructuras y los servicios de información geográfica en España, sobre los datos de alto valor de las redes e infraestructuras digitales del transporte, los elementos hidrográficos, la localización geográfica y delimitación geométrica de las entidades de población y la descripción espacial y temática de la ocupación del suelo, así como la inclusión de modelos BIM en las bases digitales de geoinformación nacionales.
- La programación del Plan Cartográfico Nacional y la producción, actualización y explotación de bases topográficas y cartográficas de ámbito nacional para su integración en sistemas de información geográfica, y para la formación del Mapa Topográfico Nacional y demás cartografía básica y derivada. Asimismo, la producción y actualización del Atlas Nacional de España, la prestación de asistencia técnica en materia de cartografía a organismos públicos, así como la dirección y gestión de los laboratorios y talleres cartográficos.
- La producción y actualización de la cartografía temática de apoyo a los programas de actuación específica de la Administración General del Estado.
- El soporte técnico y operativo del Sistema Cartográfico Nacional, en especial del Equipamiento Geográfico de Referencia Nacional mediante la gestión del Registro Central de Cartografía, la formación y actualización del Nomenclátor Geográfico Nacional a partir de la toponimia oficial, y el informe pericial sobre líneas límite jurisdiccionales municipales.
- La gestión de los fondos históricos, cartográficos y documentales, de los fondos bibliográficos, de la colección de instrumentos y del resto del patrimonio histórico del Instituto Geográfico Nacional, promoviendo su conocimiento en la sociedad.
- Tanto para su propio ámbito como para el relativo al Centro Nacional de Información Geográfica (CNIG), la definición del marco estratégico conjunto y la coordinación funcional de los servicios centrales y periféricos y de los proyectos nacionales e internacionales.
- La elaboración de la propuesta de anteproyecto de presupuestos y la gestión y tramitación de los créditos y gastos asignados al órgano directivo, así como la gestión de asuntos relativos a la contratación y a las subvenciones de su competencia, sin perjuicio de las competencias de otros órganos superiores o directivos del Departamento y en coordinación con ellos.
- La gestión de los bienes muebles e inmuebles y de los sistemas informáticos comunes que utiliza la Dirección General, sin perjuicio de las competencias de otros órganos directivos en materia de Tecnologías de la Información, así como la colaboración en materia de política de recursos humanos, régimen interior, prevención de riesgos laborales y otros servicios comunes, con los órganos directivos competentes, de acuerdo con las directrices de la Subsecretaría.
- La participación en los órganos y organismos internacionales y de la Unión Europea relacionados con las políticas relativas a la información geoespacial, en representación de España, sin perjuicio de la participación concurrente en los mismos de otros órganos del Ministerio o de otros departamentos ministeriales.

## Historia

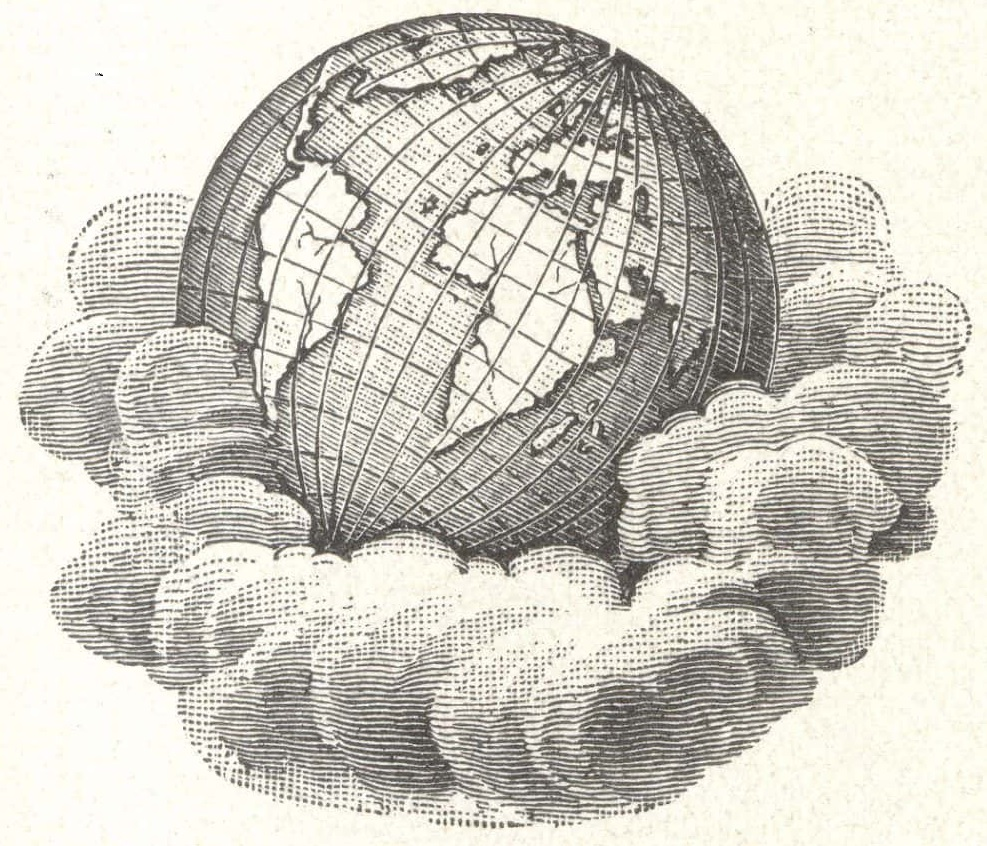
Escudo antiguo del IGN

El Instituto Geográfico Nacional fue creado en 1870 dependiente ya del Ministerio de Fomento y cuyos trabajos se centraban en la cartografía, las triangulaciones geodésicas y los pesos y medidas. En 1900 pasó a depender del Ministerio de Instrucción Pública, integrándose la astronomía dentro de las competencias del Instituto al incorporarse al mismo el Observatorio Astronómico de Madrid en 1904. Al finalizar la guerra civil en 1939, como otros servicios considerados estratégicos, pasó a depender directamente de la Presidencia del Gobierno, hasta que en 1987 por acuerdo del Consejo de Ministros vuelve a depender del Ministerio de Obras Públicas, al tiempo que se crea el Centro Nacional de Información Geográfica. Entre 1939 y 1977 su denominación fue Instituto Geográfico y Catastral.
Mantuvo hasta 1991 las competencias en materia de metrología, que en ese año pasaron al Instituto Nacional de Metrología. La actual estructura y funciones son, básicamente, fruto de las remodelaciones de 1995.

## Estructura
Para el ejercicio de sus funciones, se estructura como sigue:
- La Secretaría General.
- La Subdirección General de Astronomía y Geodesia.
- La Subdirección General de Vigilancia, Alerta y Estudios Geofísicos.
- La Subdirección General de Cartografía y Observación del Territorio.

Del IGN depende el Centro Nacional de Información Geográfica (CNIG).

## Directores generales
- Carlos Ibáñez e Ibáñez de Ibero (1870-1890)
- Severo Gómez Núñez (1917, 1921-1922)
- Rodolfo Núñez de las Cuevas (1974-1980)
- Julio Morencos Tevar (1980-1983)
- Emilio Murcia Navarro (1983-1984)
- Ángel Arévalo Barroso (1985-1994)
- José Teófilo Serrano Beltrán (1994-1995)
- Ricardo Díaz Zoido (1995-1996)
- José Antonio Canas Torres (1996-2002)
- Alberto Sereno Álvarez (2002-2012)
- Amador Elena Córdoba (2012-2018)[4]
- Lorenzo García Asensio (2018-)[5]

## Sede
Tiene su sede en Madrid, en un edificio neomudéjar con rasgos de racionalismo cuya construcción finalizó en 1930.